# Grant Leadbitter
Grant Leadbitter (* 7. Januar 1986 in Chester-le-Street) ist ein ehemaliger englischer Fußballspieler. Der zentrale Mittelfeldspieler entstammte der Akademie des AFC Sunderland und beendete dort auch im Jahr 2021 seine aktive Laufbahn.

## Sportlicher Werdegang
Leadbitter wuchs in dem kleinen Dorf Fencehouses am Rande des Verwaltungsbezirks City of Sunderland auf und trat im Alter von 16 Jahren der Jugendabteilung des AFC Sunderland bei. Im Klub, dessen Anhänger er bereits seit jüngster Kindheit war, arbeitete er sich bis in die Profimannschaft vor und debütierte dort am 23. September 2003 bei der 2:4-Heimniederlage im Ligapokal gegen Huddersfield Town.
Nach einem zweiten Profieinsatz knapp ein Jahr später im selben Wettbewerb (3:3 gegen Crewe Alexandra) kam er zu Beginn der Saison 2005/06 während einer sechswöchigen Leihphase beim Drittligisten Rotherham United zu seinen ersten fünf Meisterschaftspartien und schoss gegen Swansea City sein erstes Pflichtspieltor. Nach seiner Rückkehr erhielt Leadbitter auch beim AFC Sunderland seine Chancen in der Premier League und bestritt vor allem ab Februar 2006 unter dem damaligen Trainer Mick McCarthy elf der verbleibenden Spiele der Saison 2005/06.
Nach dem Abstieg des Klubs im Jahr 2006, den vielversprechenden Leistungen des passsicheren zentralen Mittelfeldspielers und den schleppend verlaufenden Vertragsverhandlungen mehrten sich die Spekulationen über einen bevorstehenden Wechsel. Der kam aber nicht zustande; Leadbitter wurde vielmehr in der Mannschaft des neuen Trainers Roy Keane zu einem neuen Schlüsselspieler und war mit sieben Treffern als drittbester Torschütze seines Klubs maßgeblich für den direkten Wiederaufstieg mitverantwortlich. Auch in der obersten englischen Spielklasse etablierte er sich danach als Leistungsträger und im Juni 2008 unterzeichnete er einen neuen Dreijahresvertrag bei den „Black Cats“.
Im September 2009 wechselte Leadbitter für 2,65 Millionen Pfund zum Zweitligisten Ipswich Town. Gemeinsam mit seinem Mannschaftskameraden Carlos Edwards, der weitere 1,35 Millionen Pfund kostete, setzte der dreifache englische U-21-Nationalspieler seine Arbeit mit Roy Keane fort, der während der Saison 2008/09 in Sunderland entlassen worden war.
In den folgenden zehn Jahren war Leadbitter zumeist in der zweiten Liga aktiv – mit Ausnahme der Saison 2016/17 in der Premier League für den FC Middlesbrough, bei dem er ab Mai 2012 spielte. Im Januar 2019 kehrte Leadbitter nach Sunderland zurück und gewann in seiner letzten Saison 2020/21 die EFL Trophy.

## Titel/Auszeichnungen
- EFL Trophy: 2021
- PFA Team of the Year: 2014/15 (2. Liga)